# Encyclia angustiloba
Encyclia angustiloba är en orkidéart som beskrevs av Rudolf Schlechter. Encyclia angustiloba ingår i släktet Encyclia och familjen orkidéer. Inga underarter finns listade i Catalogue of Life.